# 阿纳托利
阿纳托利（羅馬化：Anatólij [ɐnɐˈtolʲɪj]，羅馬化：Anatólij [ɐnɐˈtɔl⁽ʲ⁾ij] ) 是一个常见的俄罗斯和乌克兰男性人名，源自希腊人名 （羅馬化：Anatolios ），它的意思是“日出”。这个名字在法语中写作“Anatole”。該名字的其他变体还有Anatol以及更为罕见的Anatolio。
2004年，俄罗斯城市圣彼得堡的新生男婴五大常见名字中就有阿纳托利。在美国，每35110人中就一个叫阿纳托利。
希腊东边的土耳其安納托利亞一名与阿纳托利这个人名都来自同一个语源。